# Battle Magic
Battle Magic er det tredje studiealbum af det britiske symfonisk black metal-band Bal-Sagoth. Det blev udgivet i 1998, og er det sidste Bal-Sagoth-album udgivet gennem Cacophonous Records hvorefter bandet skiftede til Nuclear Blast Records.

## Spor
Alle tekster skrevet af Byron Roberts
Al musik komponeret af Jonny og Chris Maulding
1. "Battle Magic"   – 2:45
2. "Naked Steel (The Warrior's Saga)"   – 4:44
3. "A Tale from the Deep Woods"   – 5:37
4. "Return to the Praesidium of Ys"   – 6:30
5. "Crystal Shards"   – 2:17
6. "The Dark Liege of Chaos is Unleashed at the Ensorcelled Shrine of A'Zura Kai (The Splendour of a Thousand Swords Gleaming Beneath the Blazon of the Hyperborean Empire: Part II)"   – 4:14
7. "When Rides the Scion of the Storms"   – 6:17
8. "Blood Slakes the Sand at the Circus Maximus"   – 8:53
9. "Thwarted by the Dark Blade (Blade of the Vampyre Hunter)"   – 6:19
10. "And Atlantis Falls..."   – 2:22